# Červený Újezd u Votic (nádraží)
Červený Újezd u Votic je železniční stanice ležící východně od obce Červený Újezd v okrese Benešov ve Středočeském kraji v km 102,504 trati Praha – České Budějovice. Není vybavena nástupišti, protože jejím hlavním účelem je umožnit vzájemné předjíždění vlaků.
Stanice byla uvedena do provozu k 1. červenci 2022 v rámci zprovoznění přeložky tratě mezi Voticemi a Sudoměřicemi u Tábora, kdy byl zahájen dvojkolejný provoz v úseku Červený Újezd u Votic – Sudoměřice u Tábora a jednokolejný v úseku Votice – Červený Újezd u Votic, od 1. září 2022 byl zaveden dvojkolejný provoz i na úseku z Votic.

## Uspořádání
Stanice sestává ze dvou obvodů – Červený Újezd u Votic a Střezimíř
Obvod Červený Újezd u Votic má čtyři dopravní koleje (dvě průjezdné a dvě předjízdné) a jednu kolej manipulační. Ve stanici se nachází též technologická budova s dopravní kanceláří (od zahájení plného provozu 13. října 2022 je stanice dálkově řízena a dopravní kancelář slouží pro nouzové převzetí stanice), dále místnost Správy sdělovací a zabezpečovací techniky, jež sem byla přestěhována ze Střezimíře.
Obvod Červený Újezd u Votic není vybaven nástupišti, pro osobní dopravu je na votickém zhlaví zřízena zastávka Červený Újezd u Votic zastávka se dvěma nástupišti v obvodu zastávka Střezimíř se též nacházejí nástupiště.
Jde o jedinou stanici vybudovanou v rámci přeložky mezi Voticemi a Sudoměřicemi u Tábora, přičemž se nachází zhruba v polovině mezi sousedními stanicemi Votice (obvod stanice Olbramovice) a Chotoviny, zatímco na původní jednokolejné trase byly stanice tři (Heřmaničky, Ješetice a Střezimíř).
Od 13. října 2022 je stanice dálkově ovládána z CDP Praha.